# Sericia sparsa
Sericia sparsa är en fjärilsart som beskrevs av Walker 1857. Sericia sparsa ingår i släktet Sericia och familjen nattflyn. Inga underarter finns listade i Catalogue of Life.